# 非洲長舌果蝠屬
非洲長舌果蝠屬（学名：Megaloglossus），哺乳綱、翼手目、狐蝠科的一屬，而與非洲長舌果蝠屬（非洲長舌果蝠）同科的動物尚有豬形果蝠屬（黑腹所羅門果蝠）、長尾果蝠屬（長尾果蝠）、小長舌果蝠屬（小長舌果蝠）、大長舌果蝠屬（大長舌果蝠）等之數種哺乳動物。

## 下属物种
- Megaloglossus azagnyi Nesi, Kadjo & Hassanin, 2012
- 非洲長舌果蝠 - Megaloglossus woermanni Pagenstecher, 1885